# Maserada sul Piave
Maserada sul Piave es una localidad y comune italiana de la provincia de Treviso, región de Véneto, con 9008 habitantes.

## Evolución demográfica
| Gráfica de evolución demográfica de Maserada sul Piave entre 1861 y 2001 |
|                                                                          |
| Fuente ISTAT - elaboración gráfica de Wikipedia                          |